# Bahía de Tamarin
La Bahía de Tamarin (localmente y en francés: baie du Tamarin o baie de Tamarin)  es una bahía del Océano Índico situada en el suroeste de la isla y nación africana de Mauricio. Es aquí donde se encuentra el pueblo de Tamarin famoso entre los  surfistas.